# Маслиненокрила мухоловка
Маслиненокрила мухоловка (Contopus cooperi) е вид птица от семейство Tyrannidae. Видът е почти застрашен от изчезване.

## Разпространение
Видът е разпространен в Белиз, Боливия, Бразилия, Канада, Колумбия, Коста Рика, Еквадор, Салвадор, Френска Гвиана, Гватемала, Гвиана, Хондурас, Мексико, Никарагуа, Панама, Перу, Сен Пиер и Микелон, Суринам, Тринидад и Тобаго, САЩ и Венецуела.